# Musée Horatio-Nelson de Charlestown
Le musée Horatio-Nelson est un musée situé à Charlestown, sur l'île de Niévès à Saint-Christophe-et-Niévès, qui présente des artéfacts et des souvenirs de la vie de l'amiral Horatio Nelson qui s'est rendu à Niévès à la fin du XVIIIe siècle. Le lien qui unit Horatio Nelson et Niévès est dû en grande partie à Frances Nisbet, une veuve rencontrée lors d'un dîner sur l'île. Ils tombèrent amoureux et se marièrent, si bien que leurs noces sont considérées comme le mariage le plus célèbre à ce jour sur l'île.

## Historique
Le musée a ouvert ses portes le 11 mars 1992, date anniversaire du mariage entre Horatio Nelson et Frances Nisbet.
Il a reçu des visiteurs illustres, à l'instar de la reine Élisabeth II et des membres de la famille royale britannique.

## Expositions
Le musée abrite ce qui serait la plus grande collection de reliques de l'amiral Horatio Nelson dans l'hémisphère occidental. L'ancien avocat de Philadelphie, Robert Abrahams, qui avait une maison à Niévès, a compilé la collection au cours de sa vie et l'a exposée pour la première fois à son domicile sur l'île. M. Abrahams a fait don des artéfacts à la Nevis Historical and Conservation Society, un organisme non gouvernemental, qui, à son avis, était le plus apte à prendre soin de la collection. La Société a commencé la construction du musée Horatio Nelson pour abriter la collection en 1990.